# Marquerie
 Marquerie  es una comuna y población de Francia, en la región de Mediodía-Pirineos, departamento de Altos Pirineos, en el distrito de Tarbes y cantón de Pouyastruc.
Su población en el censo de 1999 era de 74 habitantes.
Está integrada en la Communauté de communes des Coteaux de l'Arros.

## Demografía
| 32 | 43 | 38 | 49 | 61 | 74 |
| Para los censos de 1962 a 1999 la población legal corresponde a la población sin duplicidades (Fuente: INSEE [Consultar]) |    |    |    |    |    |